# Gergely Karácsony
Gergely Szilveszter Karácsony (maďarsky Karácsony Gergely Szilveszter; * 11. června 1975 Fehérgyarmat) je maďarský politolog a levicový politik, poslanec parlamentu v 7. volebním cyklu v letech 2010 až 2014, původně zvolený za zelené hnutí Politika může být jiná, ze kterého v roce 2013 odešel a stal se spoluzakladatelem hnutí Dialog za Maďarsko. Od podzimu 2014 byl starostou budapešťského XVI. obvodu, od října 2019 zastává funkci v pořadí třetího primátora Budapešti. Příjmení Karácsony znamená v maďarštině slovo Vánoce.

## Biografie

### Dětství a studia
Narodil se 11. června 1975 ve městě Fehérgyarmat na východě Maďarska do rodiny zahradních inženýrů. Ve věku 6 let přišel o otce. Vyrůstal v obci Nyírtass, později se přestěhoval do Debrecenu. V roce 1993 odmaturoval a byl přijat na studium historie na Károli Gáspár Református Egyetem, odkud v roce 1995 přestoupil na Institut sociologie a sociální politiky na Univerzitě Loránda Eötvöse, kde získal roku 2000 diplom ze sociologie. V letech 1995 až 2000 byl také členem Széchenyi István Szakkollégium, později i vyučujicím. Vedle toho v období 1995 až 1997 studoval na Univerzitě Loránda Eötvöse i politologii. Od roku 2004 působí jako přednášející na Budapesti Corvinus Egyetem v Politologickém institutu. Od roku 2007 byl posluchačem doktorského programu na Politologickém institutu na Univerzitě Loránda Eötvöse.
Pracoval pro sociologickou agenturu Medián a v roce 2007 se stal vědeckým ředitelem této společnosti. Je členem Maďarské politologické společnosti a Maďarské sociologické společnosti.

### Politická dráha
V letech 2002 až 2008 pracoval coby nestraník jako politický poradce na státním sekretariátu pro koordinaci Úřadu předsedy vlády (kancléřství). V létě 2009 vstoupil do tehdy nového zeleného hnutí Politika může být jiná (LMP). Byl šéfem volební kampaně pro parlamentní volby 2010 a zároveň kandidoval na 3. místě obvodní kandidátky za hlavní město Budapesť. Získal mandát a byl zvolen místopředsedou parlamentní frakce LMP. Ačkoliv již byl poslancem, neúspěšně znovu kandidoval v předčasných volbách v jednomandátovém parlamentním volebním obvodu II. budapešťského obvodu .
Dne 26. ledna 2013 spolu s několika poslanci (Benedek Jávor, Tímea Szabó) vystoupil z hnutí a společně založili nový levicově–zelený subjekt s názvem Dialog za Maďarsko, později byl zvolen do nejvyššího čtyřčlenného vedení strany.
V komunálních volbách 2014 byl zvolen starostou budapešťského XVI. obvodu zvaného Zugló.
Byl lídrem Dialogu za Maďarsko pro parlamentní volby 2018, ve kterých toto hnutí získalo celkem 4 ze 199 mandátů v Zemském sněmu.

### Primátor Budapešti
V říjnu roku 2019 byl v komunálních volbách zvolen primátorem Budapešti. Měl širokou podporu opozice od postkomunistické MSZP, přes liberální a zelené strany až po krajně pravicové nacionalistické hnutí Jobbik, které proti němu nevedlo antikampaň. Výhru mu zajistil zisk 50,86 procenta hlasů, přičemž jeho oponent, kandidát vládní strany Fidesz a zároveň dosluhující primátor István Tarlós, ve volbě získal 44,1 procenta. Agentura Reuters označila tento výsledek za největší vítězství maďarské opozice za posledních deset let.

## Kritika

### Financování kampaně
Maďarský Státní kontrolní úřad (Állami Számvevőszék) zvěřejnil v únoru 2024 dílčí část auditu financování kampaní politických stran před parlamentními volbami 2022. Ze šetření bylo zjištěno, že šest stran spojených do levicové koalice Společně pro Maďarsko, jejímž členem je i Karácsonyův Dialog – Strana zelených, účelově obešly zákonné požadavky týkající se financování jejich společné kampaně, omezení výše nákladů na kampaň a vyúčtování kampaně. Strany koalice využily více než 4 miliardy forintů, které získaly od zahraničních sponzorů, čímž vědomě porušily volební zákon. Koalice získala část těchto finančních prostředků od organizace Action for Democracy vedené Dávidem Korányiem, který je zároveň poradcem budapešťského primátora Gergelye Karácsonye. Vlivný poradce Demokratické strany USA Eric Koch doznal, že většinu těchto finančních prostředků Korányiově organizaci daroval George Soros. Státní kontrolní úřad uložil koaličním stranám pokutu ve výši 261 milionů forintů. Zaroveň se obrátil na Národní daňový a celní úřad (Nemzeti Adó- és Vámhivatal), aby zahájil vlastní nezávislé vyšetřování.

### Zadlužení města
V srpnu 2024 se Gábor Demszky, primátor budapešti v letech 1990 až 2010 a bývalý předseda liberálního Svazu svobodných demokratů (SZDSZ), rozhodl na trvalo opustit Budapešť i Maďarsko a přestěhovat se do Chorvatska. Jako jeden z hlavních důvodů uvedl nesouhlas s levicovou politikou primátora Gergelye Karácsonye, který hlavní město zadlužil.
Kritici mu vyčítají a tvrdí, že od svého pravicového předchůdce Istvána Tarlóse převzal Karácsony městskou pokladu s více než 200 miliardami forintů v rezervách, podařilo se
mu svou levicovou politkou během několika let navzdory neustále rostoucím příjmům přivést budapešťský magistrát na pokraj bankrotu, a to i přes to, že rozpočtové dotace a příjmy jsou vyšší než kdykoli předtím. Od června 2023 město funguje na dluh a městská pokladna vykazuje schodek přes 1,1 miliardy forintů.
Také ho tvrdě kritizují a říkají, že navzdory těmto dluhům odsouhlasilo zastupitelstvo města vedené Karácsonyem na konci ledna 2024 zlevnění ročního jízdného v budapešťské městské hromadné dopravě, které vstoupilo v platnost dne 1. března 2024. Podle představitelů pravicových stran Fidesz a KDNP si tím Karácsony z veřejných prostředků kupuje hlasy voličů pro své znovuzvolení (případně pro zvolení jeho náměstkyně Kata Tüttő za novou primátorku) v komunálních volbách, které se konaly 9. června 2024 společně s volbami do Evropského parlamentu.

## Publikace
- KARÁCSONY, Gergely. Parlamenti választás 2006. Elemzések és adatok.. Budapest: Demokrácia Kutatások Magyar Központja Közhasznú Alapítvány, 2006. (maďarsky)